# FMC1
FMC1 (англ. C7orf55-LUC7L2 readthrough) – білок, який кодується однойменним геном, розташованим у людей на 7-й хромосомі. Довжина поліпептидного ланцюга білка становить 113 амінокислот, а молекулярна маса — 12 749.
| 10         |  | 20         |  | 30         |  | 40         |  | 50         |
| ---------- |  | ---------- |  | ---------- |  | ---------- |  | ---------- |
| MAALGSPSHT |  | FRGLLRELRY |  | LSAATGRPYR |  | DTAAYRYLVK |  | AFRAHRVTSE |
| KLCRAQHELH |  | FQAATYLCLL |  | RSIRKHVALH |  | QEFHGKGERS |  | VEESAGLVGL |
| KLPHQPGGKG |  | WEP        |  |            |  |            |  |            |

A: Аланін

C: Цистеїн

D: Аспарагінова кислота

E: Глутамінова кислота

F: Фенілаланін

G: Гліцин

H: Гістидин

I: Ізолейцин

K: Лізин

L: Лейцин

M: Метіонін

P: Пролін

Q: Глутамін

R: Аргінін

S: Серин

T: Треонін

V: Валін

W: Триптофан

Задіяний у такому біологічному процесі, як альтернативний сплайсинг. 